# Preasna, Călărași
Preasna este un sat în comuna Gurbănești din județul Călărași, Muntenia, România.